# Viaduc de Sant'Onofrio
Le viaduc Sant'Onofrio (en italien viadotto Sant'Onofrio) est un pont en poutre-caisson autoroutier de l'A2 situé à proximité de Auletta, en Campanie (Italie).
Un autre viaduc en Italie (inauguré en 1969) porte également le nom de « Sant'Onofrio » ; d'une longueur de 226 m, il porte l'A24 à hauteur de L'Aquila, dans les Abruzzes.

## Histoire
Le premier viaduc a été inauguré en 1974. Il s'agissait d'un pont en poutre-caisson en béton précontraint d'une portée maximale de 70 mètres et d'une hauteur de 110 mètres. Dans le cadre de la rénovation de l'autoroute A3, renommé dorénavant A2 Autostrada del Mediterraneo, un nouvel ouvrage avec un tablier en acier fut construit en parallèle de l'ancien et inauguré en avril 2008. La portée de la travée principale est augmentée de 10 mètres. 
L'ancien ouvrage en béton est dynamité en 2009. 